# Tabernacolo Carnesecchi
Il Tabernacolo Carnesecchi è un dipinto tempera su tavola trasferita su tela (altezza 241 cm) di Domenico Veneziano, databile al 1440-1444 circa e conservato nella National Gallery di Londra. È composto da un pannello centrale e da due frammentari santi laterali.

## Storia
Il tabernacolo, dipinto su muro e strappato da Giovanni Rizzoli nel 1880, si trovava al Canto dei Carnesecchi a Firenze, vicino a Santa Maria Maggiore, dove la famiglia Carnesecchi aveva le sue case. L'opera, citata da Vasari, viene riferita alla committenza di Bernardo Carnesecchi.

## Descrizione e stile
L'opera, assai danneggiata, mostra nello scomparto centrale una Madonna col Bambino in trono (241x120 cm), con l'apparizione di Dio Padre in alto che le invia, dalla bocca dove escono raggi dorati, la benedizione e la colomba dello Spirito Santo. Maria ha un portamento dignitoso e aristocratico, mentre il Bambino è un piccolo adulto che, conscio della sua natura divina, impartisce la benedizione a chi osserva. Spicca l'abito di Maria, con una damascatura che tradisce un certo gusto decorativo di matrice tardogotica, e un mantello blu che ne dilata il volume, che invece rimanda alla lezione di Masaccio.
Il trono è a prospettiva grandangolare, ancora incerta e legata alla tradizione gotica, con intarsi cosmateschi che sembrano confermare un soggiorno dell'artista a Roma negli anni immediatamente precedenti. Lo stesso trono spigolosamente scorciato si ritrova in esempi assegnabili alla scuola romana, come quelle di Pietro Cavallini. In basso, sul gradino che forma una specie di pedana con avancorpo a bulbo, si trova la firma dell'artista. La luce è chiara e uniforme, la scelta dei colori curata, nell'accostamento di tonalità smorzate.
Come scomparti laterali, probabilmente facenti parte di sportelli chiudibili, sono stati riconosciuti due frammentarie teste di santi con chierica, uno barbuto e uno senza barba (45x35,5 cm ciascuno), da alcuni identificati con sant'Antonio da Padova e san Domenico di Guzman. Analogie stilistiche e compositive legherebbero questo tabernacolo a quello più o meno coevo dei Linaioli, opera di Beato Angelico.

## Galleria d'immagini

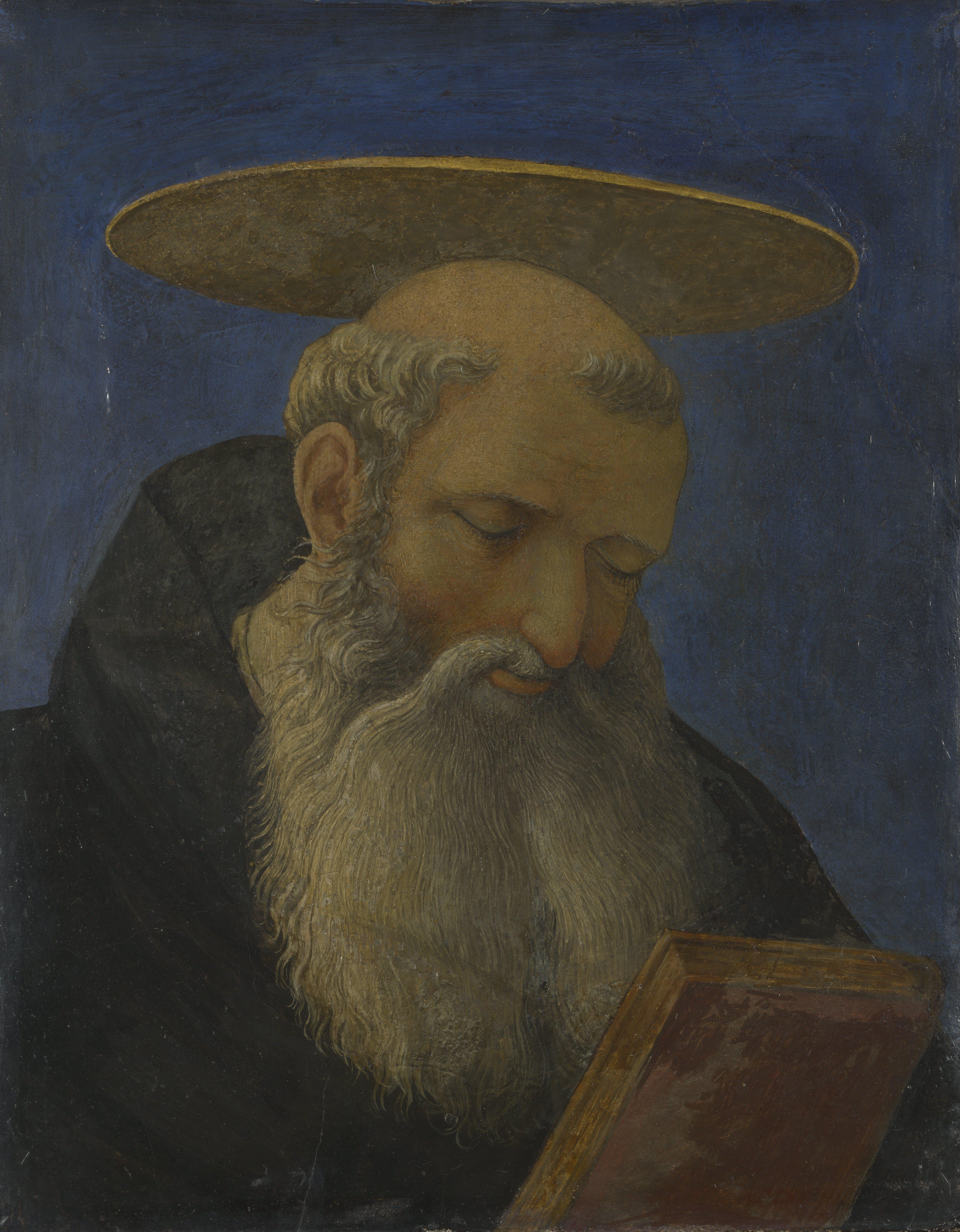
Santo con barba
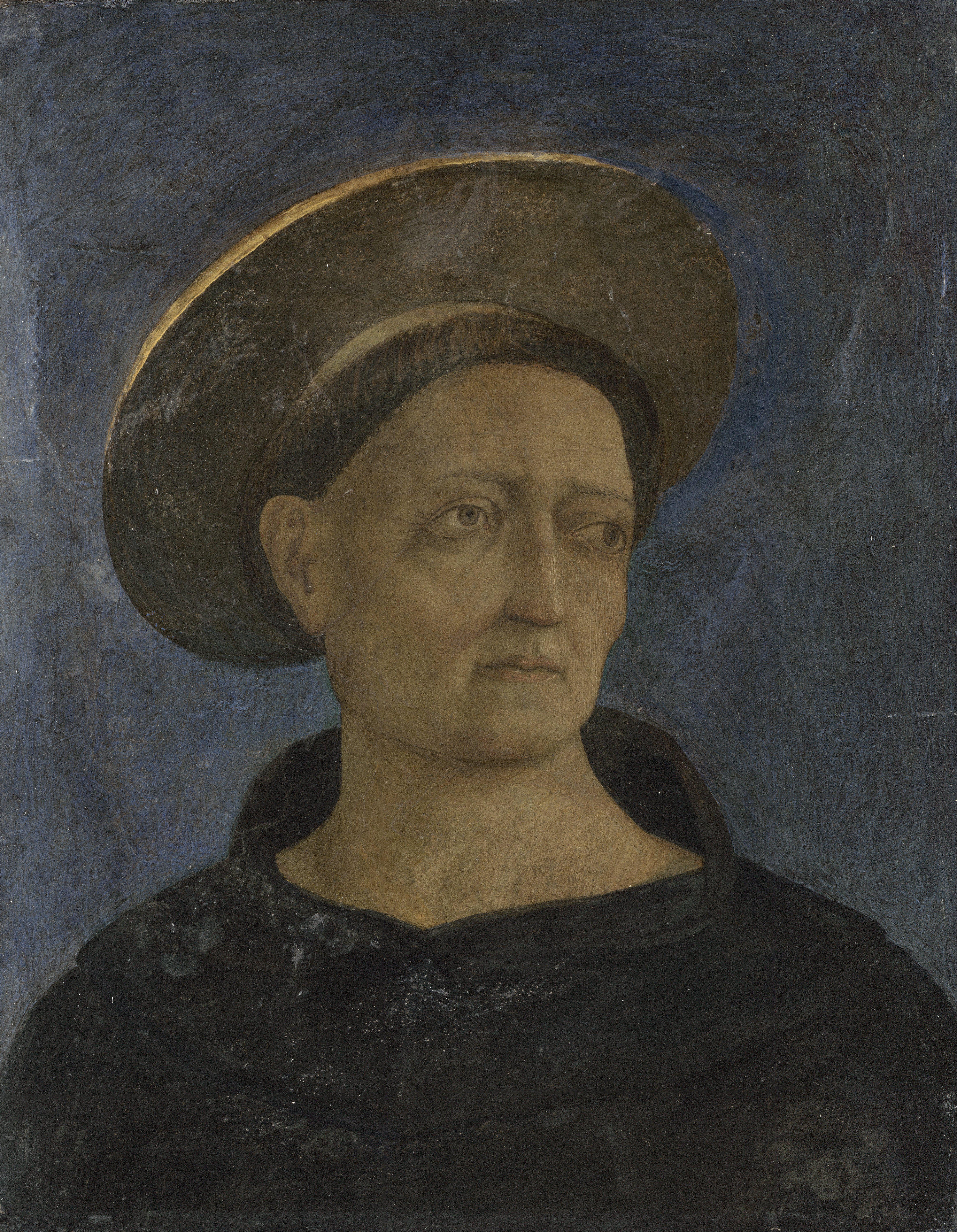
Santo senza barba